# Евстах фон Тьоринг-Зеефелд
Евстах фон Тьоринг-Зеефелд (на немски: Eustach Freiherr von Toerring-Seefeld; * 1551/1552; † 16 август/16 ноември 1615, Зеефелд) е фрайхер на Тьоринг-Зеефелд в Горна Бавария.

## Биография
Той е син на фрайхер Йохан Георг VI фон Тьоринг-Зеефелд (1521 – 1589) и първата му съпруга Хелена фон дер Албм († 1563). Баща му се жени втори път 1665 г. за Маргарета фон Рехберг († сл. 1565). Брат е на Геновефа фон Тьоринг-Зеефелд († 1574), омъжена за фрайхер Якоб фон Турн († 1578).
Евстах наследява баща си през 1589 г. Той е кралски съветник и господар/майстер на лова на Бавария. На 17 август 1599 г. Евстах продава крепостта и имението Хибург, близо до Залцбург, на децата на покойния Кристоф фон Куенбург фон Нойкирхен. Бащата на Евстах, който се е свързал с тях 30 години по-рано, е получил разрешение да ги продаде през 1567 година.
През 1603 г. Евстах наема езерото Видерсберг от абатството Андекс, за да осигури достъп до вода за мелницата на Зеефелд. Той разширява земеделските стопанства на Зеефелд чрез допълнителни покупки.
Евстах фон Тьоринг-Зеефелд умира на 60 години на 16 ноември 1615 г. в Зеефелд и е погребан в Обералтинг.

## Фамилия
Евстах фон Тьоринг-Зеефелд се жени на 10 юли 1576 г. в Маркт Бисинген или в Зеефелд за фрайин Катарина фон Бемелберг-Хоенбург (* 1558; † 11 юни 1612, Зеефелд, погребана в Обералтинг), дъщеря на фрайхер Конрад X фон Бемелберг-Хоенбург († 1591) и графиня Катарина фон Хелфенщайн (1532 – 1578). Те имат три деца:
- Катарина Йохана фон Тьоринг (1577 – 1593), омъжена за фрайхер Фробен фон Валдбург-Цайл (* 19 август 1569; † 4 май 1614)
- Георг Конрад фон Тьоринг-Зеефелд (* 4 април 1580; † 20/26 юли 1625), фрайхер, женен за графиня Анна Фугер-Кирхберг-Вайсенхорн (* 25 април 1582; † 12 май 1633), дъщеря на граф Якоб III Фугер (1542 – 1598)
- Фердинанд I фон Тьоринг-Зеефелд (* 1583; † 18 април 1622), фрайхер, женен I. 1604 г. за Анна Мария Фетер фон дер Лилие (* 1583; † 26 май 1612), II. на 11 ноември 1612 г. за Рената фон Шварценберг-Хоенландсберг (* 5 септември 1589; † 16 ноември 1630/1639)